# Esther Sedlaczek

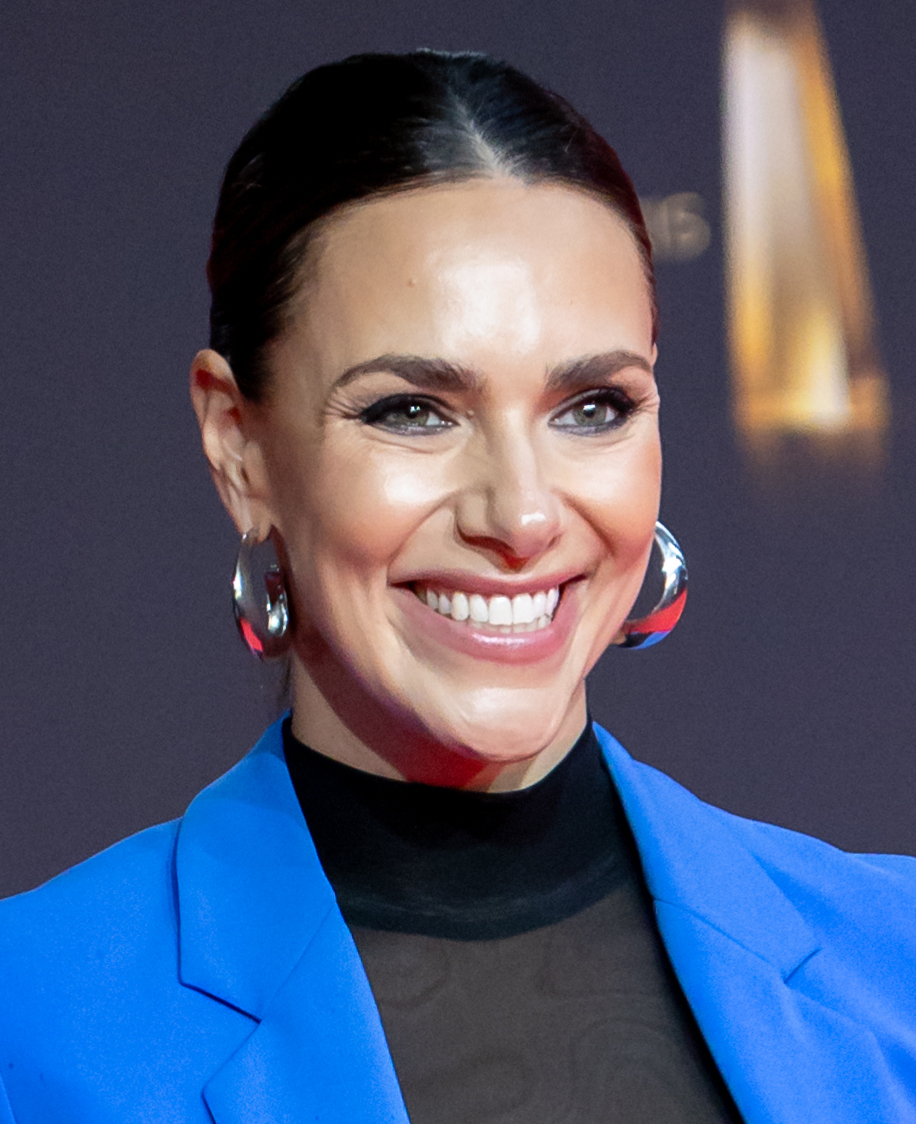
Esther Sedlaczek (2024)

Esther Sedlaczek (* 24. November 1985 in Ost-Berlin) ist eine deutsche Fernsehmoderatorin.

## Kindheit und Ausbildung
Sedlaczek ist die älteste Tochter des Schauspielers Sven Martinek und hat sechs Halbgeschwister. Sie wuchs bei ihrer Mutter in Berlin auf und lernte ihren Vater erst mit 16 Jahren kennen. 2005 legte sie das Abitur an der Anna-Freud-Oberschule ab und verbrachte danach ein Jahr in Sri Lanka, wo sie Kindern Englisch-Unterricht gab. Nach einem Praktikum bei der Zeitschrift Superillu studierte sie von 2007 bis 2009 Modejournalismus und Medienkommunikation an der AMD Akademie Mode & Design in Berlin und absolvierte unter anderem ein Praktikum bei RTL. Ab 2009 studierte sie Politik- und Verwaltungswissenschaften an der Fernuniversität in Hagen und ließ sich vom Berliner Z.I.V. Institut zur Moderatorin ausbilden.

## Werdegang
Sedlaczek arbeitete zunächst 2010 als Reporterin und Nachrichtensprecherin für einige regionale Sender in Berlin bzw. Brandenburg, bevor sie sich Ende des Jahres im Rahmen eines Castings gegen 2700 andere Bewerber durchsetzte und beim Pay-TV-Sender Sky Sportmoderatorin wurde. Seit 2011 berichtete sie dort als Spielfeldrandreporterin unter anderem von der Fußball-Bundesliga, der 2. Fußball-Bundesliga und dem DFB-Pokal, seit 2012 auch als Moderatorin der 2. Bundesliga. Von 2011 bis 2014 moderierte sie neben Ulli Potofski die von ihr mitgestaltete Bundesliga-Spieltagsvorschau Mein Stadion. Darüber hinaus präsentierte sie auch weitere Sportarten und Events auf Sky wie die Ladies German Open 2011 im Golfsport und die Deutschen Beachvolleyball-Meisterschaften seit 2013.

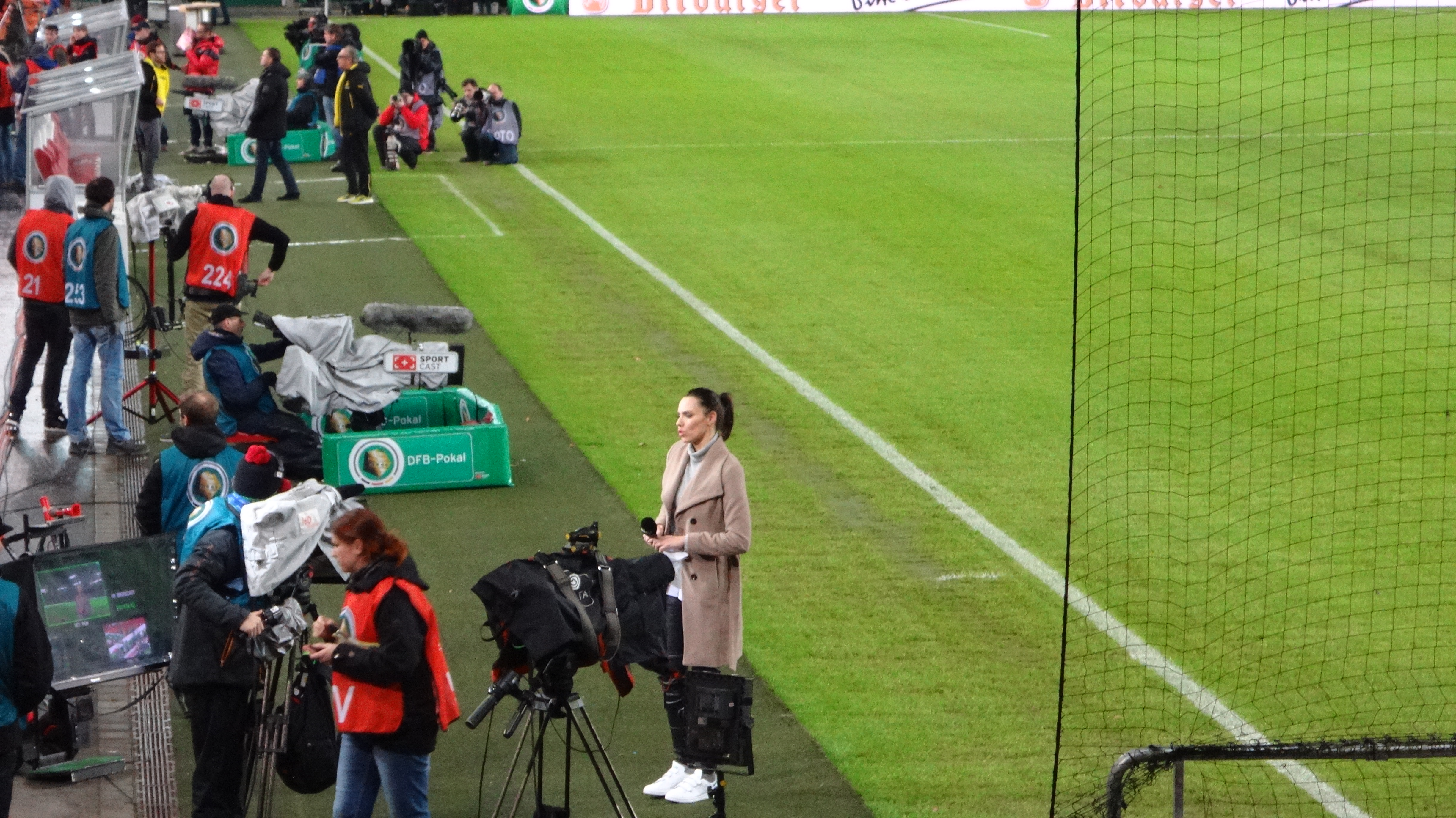
Sedlaczek an der Seitenlinie eines DFB-Pokal-Spiels, 2016

Seit 2014 führte Sedlaczek auch durch die Bundesliga am Samstag als Moderatorin und war in der UEFA Champions League und der UEFA Europa League als Reporterin im Einsatz. Sie war am 11. April 2017 als Reporterin im Signal Iduna Park vor Ort, wo am Abend das Viertelfinal-Hinspiel der UEFA Champions League zwischen Borussia Dortmund und AS Monaco stattfinden sollte, welches aufgrund des zuvor verübten Anschlags auf den Mannschaftsbus des BVB abgesagt wurde.
Sie moderierte im Juni 2014 mit der frei empfangbaren Sendung Der Goldene Ball – Einer wird Millionär auf Sky neben Collien Ulmen-Fernandes erstmals eine Show, in der einer von vier Kandidaten durch die Leistungen eines prominenten Paten eine Million Euro gewann. Zwei Jahre später präsentierte sie auf ProSieben zusammen mit Thore Schölermann Die große ProSieben Völkerball Meisterschaft und anlässlich der bevorstehenden Fußball-Europameisterschaft Das ProSieben Länderspiel. Im Jahr 2017 unterstützte sie Xavier Naidoo bei der Musikshow Xaviers Wunschkonzert Live als Moderatorin.
Ab August 2021 übernahm Sedlaczek die Moderation der Bundesliga in der Sportschau im Ersten. Sedlaczek ist die vierte Frau auf diesem Posten – nach Anne Will (1999), Monica Lierhaus (2004–2009) und Jessy Wellmer (2017–2023). Im Fußball-Videospiel FIFA 21 agierte sie als Feldreporterin im deutschen Kommentar und war damit die erste Kommentatorin der Videospielreihe. Bei der Fußball-Europameisterschaft 2021 moderierte sie mit Micky Beisenherz den Sportschau Club. Im August 2022 war sie als Moderatorin bei den European Championships in München im Einsatz.
Seit August 2022 moderiert Sedlaczek die Sendung Blickpunkt Sport auf dem Bayerischen Rundfunk sowie als Nachfolge von Jörg Pilawa die ARD-Quizsendung Quizduell.
Im November und Dezember 2022 war sie mit Bastian Schweinsteiger bei der Fußball-Weltmeisterschaft 2022 im Einsatz für Moderation vor und nach den Spielen bzw. in den Pausen und Interviews, unter anderem auch mit Bundestrainer Hansi Flick. Ihr Einsatz bei der WM wurde überaus positiv bewertet. So schrieb die Rheinische Post: sorgt Esther Sedlaczek für Glanzpunkte und fiel mit starken Fragen auf. Die FAZ titelte Esther Sedlaczek hat es drauf.
Im Frühjahr 2023 übernahm Sedlaczek die Moderation der ARD-Samstagabendshow Frag doch mal die Maus.
Am 2. Dezember 2023 moderierte Sedlaczek zusammen mit dem portugiesischen Journalisten Pedro Pinto die Auslosung der Gruppen für die Fußball-Europameisterschaft 2024 in der Elbphilharmonie in Hamburg.
Gemeinsam mit Alexander Bommes moderierte sie die Übertragungen der Olympischen Spiele 2024 in Paris in der ARD.

## Persönliches
Sedlaczek wohnt mit ihrer Familie in München. Für ihre Tätigkeit bei der ARD pendelt sie regelmäßig nach Köln. Sie ist Anhängerin von Hertha BSC, da sie mit ihrer Mutter häufig das Berliner Olympiastadion besuchte und dort als Zwölfjährige ihre Leidenschaft für Fußball entdeckte.
Von Februar bis Dezember 2013 war sie mit dem Fußballspieler Kevin Trapp liiert. Im April 2019 heiratete Sedlaczek einen Münchner Geschäftsmann. Ende Mai 2019 wurden sie Eltern einer Tochter, Ende 2021 kam ihr Sohn zur Welt. Im Juli 2025 gab Sedlaczek die Geburt ihres zweiten Sohnes bekannt.

## Auszeichnungen
- 2024: Journalistin des Jahres in der Kategorie „Sport“ des Medium Magazins[24]